# Pepikokia
Pepikokia (Pepicokia), Pleme ili banda Algonquian Indijanaca koje se u 17. stoljeću spominju kao ogranak Miamija. Godine 1718. imena Pepikokia i Piankashaw navode se kao sela Wea Indijanaca. Chauvignerie (1736.) smatra njih Wea i Piankashaw Indijance dijelom jednog naroda, koji žive u različitim selima i procjenjuje im broj na 1.750. Početkom 19. stoljeća ova plemena prelaze Missouri. Pepicokie iz povijesti nestaju već prije sredine 18. stoljeća, i po svoj su prilici asimilirani od Piankashawa (po Swantonu 1796.) čija su se glavna sela nalazila na mjestima gdje se sastaju Wabash i Vermilion. Zajedno s Weama 1832. prodaju svoje zemlje i odlaze kao jedan narod na rezervat u Kansas. 
Pepicokie se još 1695. spominju pod imenom  'Miamis of Maramek river'  (to jest Kalamazoo). Ponekad ih nazivaju i  'Nation de la Gruë'  a kao totem navodi se 'ždral'. 
Ostali nazivi za njih bili su: Kipikavvi, Kipikuskvvi, Pegoucoquias, Pepepicokia, Pepepoaké, Pepicoquias, PepiKouKia, Petitscotias, Pettikokias, Tepicons.